# ماري كيج داي
ماري كيج داي (بالإنجليزية: Mary Gage Day)‏ هي عالمة وكاتِبة أمريكية، ولدت في 20 يونيو 1857 في Worcester, New York ‏ في الولايات المتحدة، وتوفيت في 7 مارس 1935.